# Hildur Fjord
Hildur Constanse Fredriksen Fjord Thue (Oslo, 26 januari 1870 – 29 november 1936) was een Noors zangeres.
Ze werd geboren binnen het gezin van aannemer Hans Fredriksen en Henriette Julie Ellefsen, waaruit negen kinderen voortkwamen. Ze huwde in 1904 met arts en later Chef de clinique Hans Fredrik Kierulf Thue (1870-1934). Het zou een kinderloos huwelijk blijven.
Haar muzikale opleiding kreeg ze van Barbara Larssen in Oslo en Désirée Artot in Parijs. Haar officiële debuut maakte ze in Oslo in 1892. In de jaren daaropvolgend trad ze met Noorse liederen op in Frankrijk. Later volgde bijvoorbeeld concerten in Stockholm. In 1903 zong ze samen een concert met Edvard Grieg in de Salle Pleyel in Parijs, waarbij ze enkele liederen van Grieg ten gehore bracht. In 1904 stond ze te zingen in Covent Garden in een rol in Carmen van Georges Bizet. Ze was inmiddels verbonden aan het conservatorium van Oslo. In 1905 maakte ze operadebuut in  La bohème van Giacomo Puccini. Van 1907 tot 1917 woonde ze in Shanghai. In 1920 zong ze Frans repertoire van Claude Debussy onder begeleiding van Frithjof Backer Grøndahl. Ze bleef tot op late leeftijd doorzingen, in 1932 zong ze mee in Die Entführung aus dem Serail van Wolfgang Amadeus Mozart.
Een tweetal componisten droegen werken aan haar op:
- De Noorse componist Mon Schjelderup droeg haar opus 33 Tullemors vise og til Fiskeskjær (1902).
- De Franse componist Gabriel Dupont zijn La chanson de Myrrha

Een leerling van haar was Knut Isolf.